# 博拉納地區
博拉納地區，亦作博勒納地區、博雷納地區（英語：Borena Zone），是埃塞俄比亞奧羅米亞州的12個地區之一，面積95,740.23平方公里，南面是肯亞，北面是南方各族州。根據埃塞俄比亞中央統計局2005年的資料，博勒納人口約2,019,383，其中男性1,025,393人，女性993,990人，11.6%居民住在市區，人口密度為每平方公里21.09人。